# Bigger Than Life
Bigger Than Life is een Amerikaanse dramafilm uit 1956 onder regie van Nicholas Ray.

## Verhaal
Schoolmeester Ed Avery lijdt aan vreselijke pijnen. Hij wordt in het ziekenhuis opgenomen met een ontsteking aan de aders. Volgens zijn artsen heeft hij nog slechts enkele maanden te leven. Uit wanhoop stemt hij daarom in met een experimentele therapie met cortisonen.

## Rolverdeling
| Acteur            | Personage    |
| ----------------- | ------------ |
| James Mason       | Ed Avery     |
| Barbara Rush      | Lou Avery    |
| Walter Matthau    | Wally Gibbs  |
| Robert F. Simon   | Dr. Norton   |
| Christopher Olsen | Richie Avery |
| Roland Winters    | Dr. Ruric    |
| Rusty Lane        | Bob LaPorte  |
| Rachel Stephens   | Ziekenzuster |
| Kipp Hamilton     | Pat Wade     |